# Parabrulleia shibuensis
Parabrulleia shibuensis är en stekelart som först beskrevs av Matsumura 1912.  Parabrulleia shibuensis ingår i släktet Parabrulleia och familjen bracksteklar. Inga underarter finns listade i Catalogue of Life.